# Vol All Nippon Airways 60
Le vol All Nippon Airways 60 (japonais : 全日空羽田沖墜落事故) était un vol commercial intérieur effectué par un Boeing 727 d'All Nippon Airways (ANA) entre l'aéroport de Shin-Chitose et l'aéroport international de Tokyo-Haneda, au Japon. Le 4 février 1966, l'avion s'est mystérieusement écrasé dans la baie de Tokyo, à environ 10 km de l'aéroport d'Haneda, lors d'une approche de nuit et par temps clair, tuant les 133 personnes à bord. Ce crash était, à l'époque, le pire impliquant un seul avion survenue au Japon et également l'accident aérien le plus meurtrier de l'histoire du pays, jusqu'au crash du vol All Nippon Airways 58 cinq ans plus tard.

## Description de l'accident
Le vol 60 d'ANA, qui volait par beau temps, n'était qu'à quelques minutes de l'aéroport international de Tokyo-Haneda lorsque l'équipage a annoncé par radio qu'il allait atterrir en effectuant une approche à vue, sans utiliser ses instruments de vol. L'appareil a alors disparu des écrans radar.
Des villageois le long de la côte et le pilote d'un autre avion ont déclaré avoir vu des flammes dans le ciel vers 19 h 00, au moment ou l'avion devait atterrir. Des pêcheurs et des bateaux des forces de défense japonaises ont récupéré des corps dans les eaux troubles de la baie de Tokyo. Ils avaient récupéré une vingtaine de corps lorsqu'un porte-parole de la compagnie aérienne a annoncé que le fuselage avait été retrouvé, avec des dizaines de corps à l'intérieur. Il a déclaré que cela laissait penser que tous les passagers à bord étaient morts. Les grappins d'un bateau des garde-côtes ont remonté les restes de l'épave.
La queue de l'avion, y compris au moins deux des trois moteurs, ainsi que le stabilisateur vertical et le stabilisateur horizontal ont été récupérés en grande partie intacts. Les débris de l'avion indique qu'il s'est désintégré lors de l'impact avec l'eau. La cause de l'accident n'a jamais été déterminée avec certitude ; cet avion n'était alors pas équipé des deux enregistreurs de vol (CVR et FDR).